# Heinrich Seesemann (Jurist)
Heinrich Seesemann (* 22. März 1898 in Denstedt bei Weimar; † 23. September 1980 in Darmstadt) war ein deutscher Jurist, Oberstaatsanwalt und NS-Schreibtischtäter.

## Leben
Seesemanns Vater war der 1914 verstorbene Volksschullehrer Karl Seesemann. Im Jahre 1900 kam er anlässlich der Versetzung seines Vaters nach Jena. Hier besuchte er von 1904 bis 1908 die Volksschule und darauf das Gymnasium Carolo-Alexandrinum in Jena. 1917 legte er die Reifeprüfung ab und studierte an der Universität Jena Rechtswissenschaft. Im Frühjahr 1918 wurde er auf einen Monat nach Saarburg (Bez. Trier) eingezogen. Am 15. Mai 1920 legte Seesemann die erste juristische Prüfung ab. Das Doktorexamen hat er am 24. November 1921 mit der Promotionsarbeit „Der Anspruch aus dem Lebensversicherungsvertrage im Konkurse des Versicherungsnehmers“ bestanden.
Er heiratete am 1. September 1921 Ilse Kühn und wohnte mit ihr in Weimar, Röhrstrasse 16 II.

## Wirken als Jurist im Staatsdienst
Im nationalsozialistischen Rechtswahrerbund (NSRB) war er zunächst stellvertretender Kreisgruppenführer und später stellvertretender Gauführer. Außerdem wurde er zum Gaubeauftragten für die wissenschaftliche Abteilung bestimmt. Im August 1937 hat ihn der Reichsleiter des Reichsrechtsamtes, Reichsminister Dr. Frank, mit Wirkung vom 15. August 1938 zum ehrenamtlichen Lektor des Reichsrechtsamtes, Amt für Rechtsschrifttum, ernannt.
Seesemann agierte am Sondergericht Weimar als Oberstaatsanwalt und als einer der Hauptankläger. Dieses Gericht verhandelte und urteilte bis Kriegsbeginn vor allem gegen häufig denunzierte Kritiker des NS-Staates: gegen Pfarrer der Bekennenden Kirche (BK) wegen „Kanzelmissbrauch“, gegen Kommunisten, Sozialdemokraten, jüdische Ärzte, Mitglieder ehemaliger kommunistischer bzw. sozialdemokratischer Verbände und gegen Mitglieder der verbotenen Zeugen Jehovas, der Internationalen Bibelforschervereinigung.
Zur Vollstreckung der Todesstrafe wurde im Lichthof des Weimarer Landgerichts ein Fallbeil aufgestellt. Ab dem 23. November 1938 wurden in einem Buch alle dort vollzogenen Hinrichtungen eingetragen. Bis zum 5. Januar 1945 wurden hier insgesamt 123 Personen hingerichtet (fast in jedem Monat zwei), darunter auch fünf Frauen. Am 5. Januar 1945, beginnend ab 17.30 Uhr, wurden neun Menschen im 20-Sekunden-Takt geköpft. Die Anweisung zu deren Hinrichtung wurde prinzipiell von Seesemann gegeben. Von ihm wurde auch jede Vollstreckung bestätigt und weitergemeldet.

## Nach dem Zweiten Weltkrieg
1945 wurde er von den US-amerikanischen Besatzungsbehörden verhaftet und bis Mitte 1947 interniert. Er wurde nicht mehr in den Justizdienst übernommen und arbeitete in Darmstadt als Rechtsanwalt.

## Ehrungen
- Auszeichnung mit dem Silbernen Gauadler Thüringen
- Kriegsverdienstkreuz I. Klasse ohne Schwerter